# Danilo Carrera
Danilo Carrera  (Guayaquil, 1989. január 17. –) ecuadori színész.

## Életrajza
Danilo Carrera Guayaquilban, Ecuadorban született Xavier Carrera és Elsita Huerta gyermekeként. Öt gyermek közül ő a legidősebb, testvérei Leopoldo, Xavier, Felipe és Juan. Danilo a dél-ecuadori Balandra Cruz Iskolában tanult. Pályafutását modellkedéssel kezdte Ecuadorban, megjelent divatbemutatókban, Toni reklámjaiban, valamint dolgozott De Pratival és Abercrombie & Fitch-csel is. Egyik legnagyobb szenvedélye a futball. 2007-ben az ecuadori Emelec U18-as csapat tagja volt, amely bajnok lett. 2008-ban Danilo csatlakozott az ecuadori Barcelona Sporting Club csapatához, amelyben 2009-ig játszott. A színészi pályafutása mellett Danilo egy helyi csapatban futballozik Miamiban.

## Filmográfia

### Telenovellák
| Év          | Cím                           | Szerepnév                             | Magyar hangja | Tévéadó     |
| ----------- | ----------------------------- | ------------------------------------- | ------------- | ----------- |
| 2025        | Velvet: El nuevo imperio      | Carlos Aristizábal                    |               | Telemundo   |
| 2024-2025   | Sed de venganza               | Francisco Ramírez / Emilio Montenegro |               | Telemundo   |
| 2023        | Leona bosszúja                | Adrián Hernández/David Alejo          | Papp Dániel   | Televisa    |
| 2022        | Vencer la ausencia            | Angel Funes                           | -             | Televisa    |
| 2021 - 2022 | Contigo sí                    | Álvaro Villalobos Hurtado             | -             | Televisa    |
| 2020        | Quererlo todo                 | Mateo Santos Coronel                  | -             | Televisa    |
| 2020        | Vencer el miedo               | Omar Cifuentes Leal                   | -             | Televisa    |
| 2018        | Hijas de la luna              | Sebastián Oropeza                     | -             | Televisa    |
| 2017 - 2018 | La doble vida Estela Carrillo | Danilo Cabrera Toribio                | -             | Televisa    |
| 2016        | Sin rastro de ti              | Mauricio Santillana                   | -             | Televisa    |
| 2016        | Ruta 35                       | Wilson                                | -             | Venevision  |
| 2015 - 2016 | Szeretned kell!               | Franco Herrera Fuentes                | Tokaji Csaba  | Televisa    |
| 2014        | Cosita linda                  | Federico "Fede" Madariaga             | -             | Venevision  |
| 2012        | Grachi                        | Axel Vélez                            | -             | Nickelodeon |
| 2012        | Relaciones peligrosas         | Leonardo "Leo" Maximo                 | -             | Telemundo   |